# Cidade administrativa
Uma Cidade administrativa (do país China) é uma das Subdivisões da República Popular da China, uma cidade com nível de Condado da República Popular da China. As cidades administrativas são geralmente governadas por divisões nível  Prefeitura, havendo poucas governadas como divisões de  Província .
A maioria das “Cidades Administrativas” foi criada nos anos 80 e 90 substituindo os antigos Condados. Essas mudanças se encerraram em 1997.
“Cidades Administrativas” não são "cidades" no senso mais estrito da palavra, uma vez que as mesmas incluem áreas rurais muitas vezes bem maiores do que a área urbana construída. Isso pelo fato dos Condados da China terem sido substituídas por  “Cidades administrativas”, divisões contendo grandes unidades administrativas  que incluem hoje grandes cidades, vilas e fazendas. Para distinguir uma Cidade administrativa da sua real área urbana (significado tradicional de “cidade”), a palavra 市区 shìqū ou "área urbana" é usado.

## Comparação com outros países

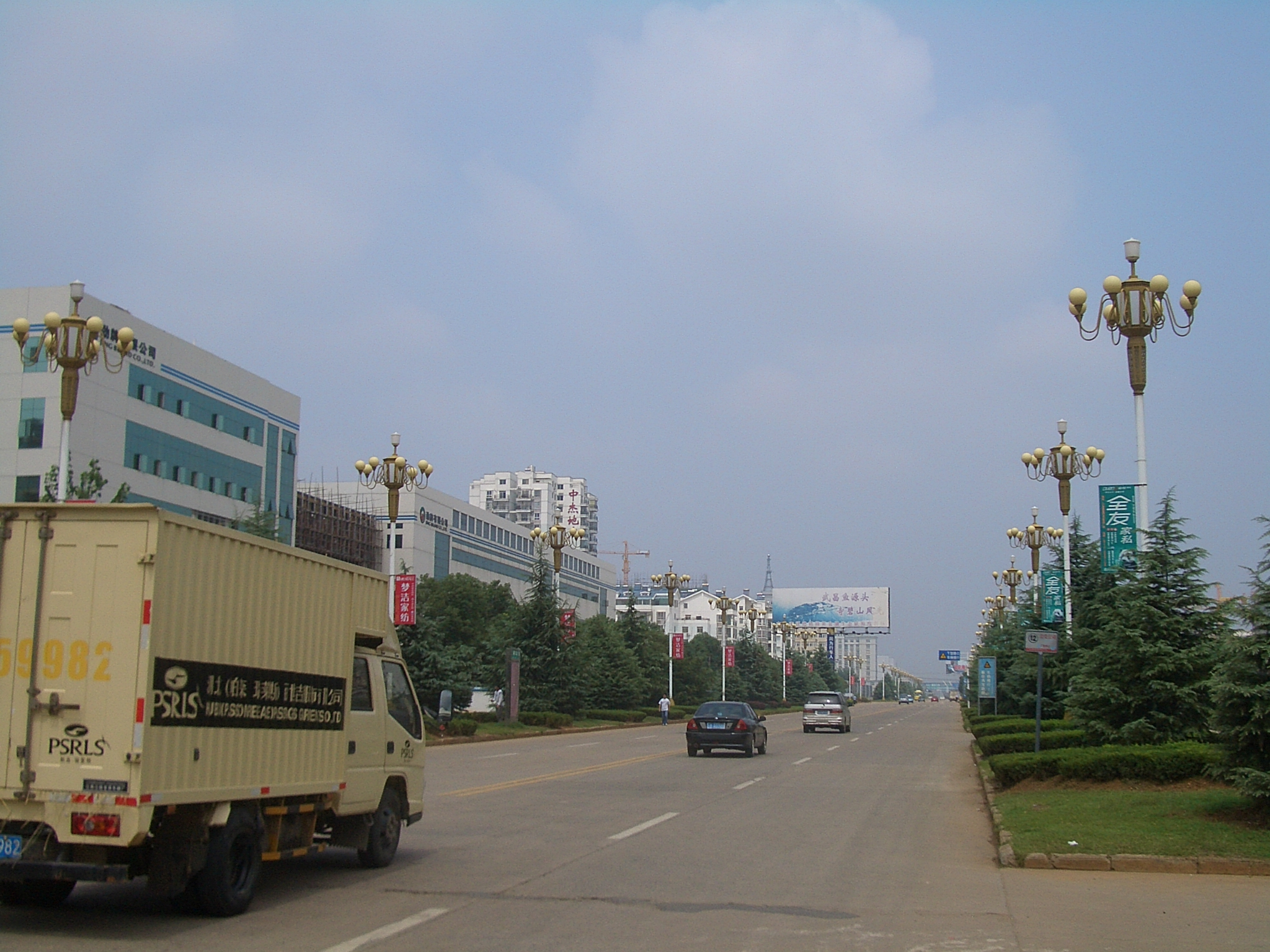
Área urbana de Daye, uma Cidade Administrativa da Cidade-Prefeitura de f Huangshi, Hubei. Daye também inclui suas cidades, tais como Dajipu (大箕铺)

Na França, um equivalente à Cidade Administrativa é uma aglomeração urbana.
No mundo de Língua inglesa não é comum a idéial uma “cidade metrópole” contendo diversas outras cidades, mas uma denominação similar existe nas Áreas de governo local da Austrália de algumas áreas da Austrália. Por exemplo, nas Áreas de Governo Local de Nova Gales do Sul (estado australiano) unidades assim são chamadas de “cidades”  (em lugar do tradicional  "Shire"), sendo aglomerados urbanos. Ex: a Cidade de Blue Mountains é formada por diversas cidades (Katoomba, Springwood, etc).
Outro exemplo seriam os “governos municipais na províncias canadense de Ontário. Pequenas municipalidade (“cities” e “towns”), junto com áreas urbanas, sub-urbanas e rurais foram agrupadas em uma "super" área, em parte para obter economias em custos indiretos administrativos não tendo para cada pequena cidade unidades de "Comissão administrativa",  Bombeiros, serviços Médicos e outros serviços sociais comuns às diversas áreas.
Em outro exemplo: existiu por menos de 10 anos a municipalidade de “Chatham-Kent", na qual a Corporação da Cidade de “Chatham” serve hoje de sede da nova municipalidade aglomerada de “Chatham-Kent”, aglomeração essa que inclui todas as "townships" do condado de  Kent, cidades como Wallaceberg, Thamesville, Dresden, Wheatley.  A  "amalgamação” como é referida, foi controversa quando foi imposta pelos constituintes da legislação provincial. Hoje em dia, no lugar de cada cidade ter seu próprio prefeito e conselheiros municipais, há um conselho de representantes das várias áreas que circundam “Chatham city”.

## Sub-prefeituras
Uma cidade sub-prefeitura é uma “Cidade Administrativa” com poderes que se aproximam de uma “prefeitura”. Há exemplos como Jiyuan (em Henan), Xiantao (em Hubei) e Golmud (em Qinghai).